# Mesila Doda
Mesila Fatmir Doda (ur. 6 lutego 1971 w Kukësie) – albańska filozofka i polityk, deputowana do Zgromadzenia Albanii w latach 2001-2017; do 2016 roku reprezentowała w nim Demokratyczną Partię Albanii, następnie Partię na rzecz Sprawiedliwości, Integracji i Jedności.

## Życiorys
W 1991 roku ukończyła studia na Wydziale Ekonomii Uniwersytetu Tirańskiego. Naukę kontynuowała na Wydziale Filozoficznym Papieskiego Uniwersytetu Urbaniana, którą ukończyła w 1995 roku; w 2008 roku uzyskała tytuł magistra na tej uczelni.
Pracowała jako rzeczniczka prasowa oraz jako prezenterka w TV Koha. W latach 2002-2006 pracowała dla czasopism Gazeta Express, Koha Jonë i Standard jako felietonistka.
W latach 2006-2009 była przewodniczącą Krajowej Rady Radia i Telewizji (alb. Këshilli Kombëtar të Radios dhe Televizionit).
Deklaruje znajomość języka angielskiego.

### Działalność polityczna
Uczestniczyła w ruchach studenckichm, które miały wpływ na upadek komunizmu w Albanii.
W 1991 roku dołączyła do Demokratycznej Partii Albanii, będąc jedną z jej pierwszych członków; w latach 2011-2013 należała do partyjnego prezydium. Do 2016 roku reprezentowała tę partię jako deputowana do Zgromadzenia Albanii. Powodem opuszczenia partii przez Mesilę Dodę była zmiana partyjnego celu politycznego na przestrzeni ponad 20 lat jej członkostwa.
Od 25 stycznia 2010 do 24 stycznia 2011 należała do Europejskiej Partii Ludowej.
W marcu 2016 roku dołączyła do nacjonalistycznej Partii na rzecz Sprawiedliwości, Integracji i Jedności, której jest sekretarzem generalnym. Z jej ramienia bezskutecznie ubiegała się o reelekcję w wyborach parlamentarnych, które odbyły się w 2017 roku.

## Kontrowersje
Mesila Doda była oskarżona przez albańską organizację LGBT Pink Embassy o jawną dyskryminację osób LGBT; w lipcu 2016 roku Doda opowiedziała się przeciwko uznawaniu małżenstw jednopłciowych.